# Wojciech Roszkowski

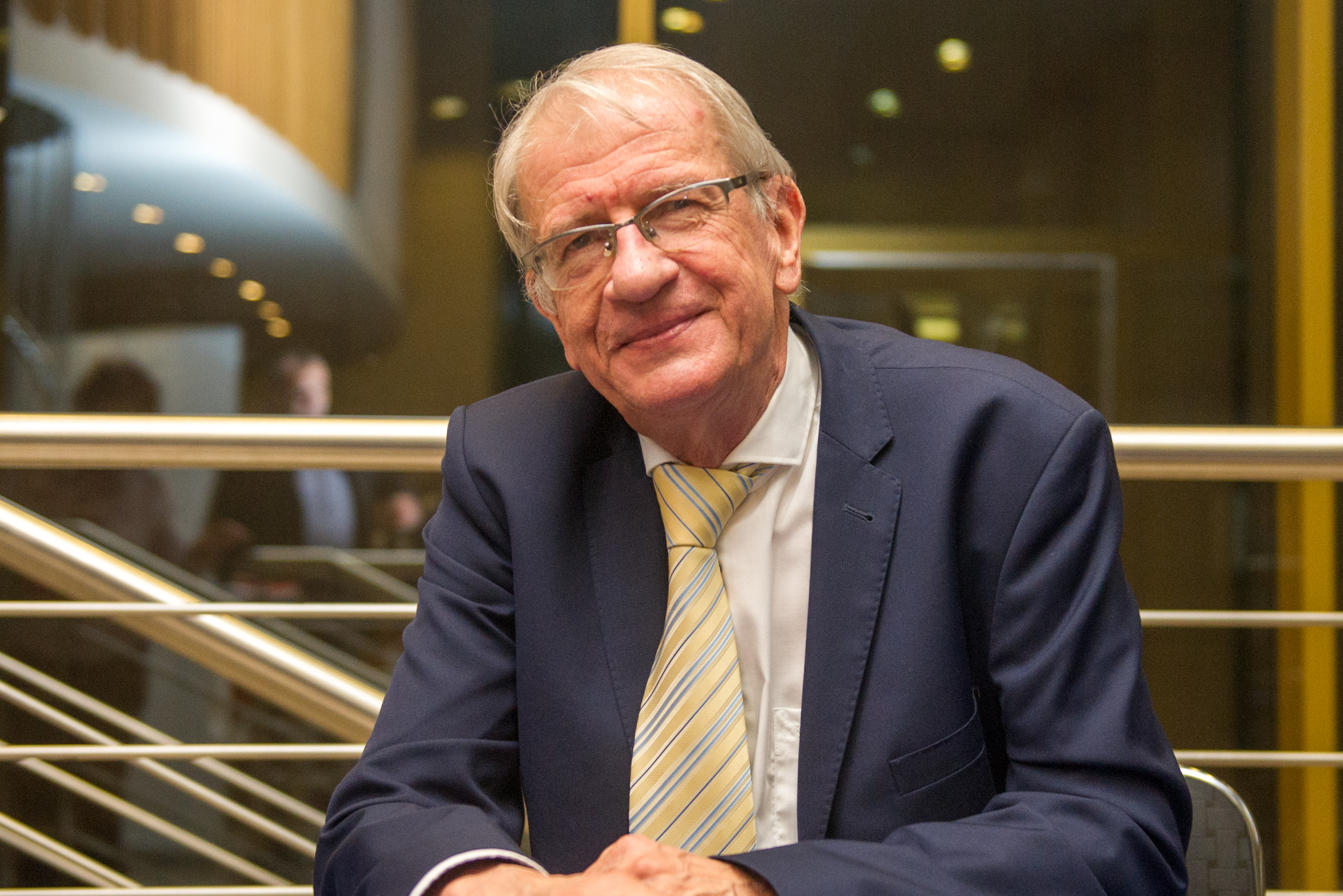
Prof. Wojciech Roszkowski, Autor des Buchs „Der zerschlagene Spiegel – Der Untergang der westlichen Zivilisation“ im Jahr 2019.

Wojciech Stefan Roszkowski (* 20. Juni 1947 in Warschau) ist ein polnischer Historiker, Politiker und im Zeitraum 2004–2009 Mitglied des Europäischen Parlaments. Er gehörte der Union für ein Europa der Nationen an. Roszkowski war Mitglied im Haushaltsausschuss des Europäischen Parlaments, Ersatzmitglied des Ausschusses für Kultur und Bildung und Mitglied der Delegation für die Beziehungen zu Japan.

## Leben
Wojciech Roszkowski schloss 1971 das Wirtschaftsstudium an der Szkoła Główna Planowania i Statystyki und im Jahre 1978 promovierte er edenda. Von 1980 bis 1983 war er Mitglied der Gewerkschaft Solidarność. 1983 veröffentlichte er unter dem Pseudonym Andrzej Albert ein Buch zur polnischen Geschichte über den Zeitraum 1918–1980 mit dem Titel „Neueste polnische Geschichte“. Dieses Buch erschien zunächst im Untergrund in Warschau, im Laufe der Zeit in mehreren Ausgaben in einem und in drei Bänden. Einige Publikationen verfasste er zusammen mit Anna Radziwiłł. Bisher erschienen seine Bücher nur in polnischer oder englischer Sprache.
1988 ging er als Hochschuldozent ans Woodrow Wilson Center in Washington, D.C. 1990–1993 war er Prorektor der Szkoła Główna Handlowa und von 1994 bis 2000 war er Direktor des Instituts für politische Studien an der Polnischen Akademie der Wissenschaften und anschließend bis 2002 Inhaber des Kościuszko-Lehrstuhls für Polenstudien an der University of Virginia (USA).
Er ist Mitglied der polnischen Akademie Collegium Invisibile, die 1995 gegründet wurde und gehört zu den Unterzeichnern der Prager Erklärung. Er ist Inhaber des Lehrstuhls für Internationale Beziehungen an dem Collegium Civitas in Warschau. Roszkowski gehört zu Polens populärsten Autoren im Bereich non-fiction. Im Jahr 2016 wurde sein 3-bändiges Buch „Die Welt Christi“ veröffentlicht, in dem Roszkowski die ganze Weltgeschichte zu den Lebzeiten Jesu beschreibt. Nach eigenen Angaben arbeitete er mehr als 50 Jahre an diesem Werk. Sein Buch “Der zerschlagene Spiegel – Der Untergang der westlichen Zivilisation” war eines der meistgelesenen Werke in Polen im Jahr 2019 und führte zahlreiche Bestseller-Listen an.
Sein Buch 1945–1979. Historia i teraźniejszość (deutsch 1945–1979. Geschichte und Gegenwart) erschien 2022 und wurde als erstes Lehrbuch für das neue Schulfach Historia i teraźniejszość zugelassen. Das Buch löste heftige Kontroversen aus. So würden in dem Buch etwa Feminismus und Nationalismus gleichgesetzt. Bildungsminister Przemysław Czarnek verteidigte das Buch und sagte Kritiker wären antipolnische Schmähkritiker.

## Veröffentlichungen
- Najnowsza historia Polski, 1918–1980. Warschau 1983.
- Najnowsza historia Polski, 1914–1945. Warschau 2003.
- Biographical Dictionary of Central & Eastern Europe. Als Herausgeber, gemeinsam mit Jan Kofman, 2009.
- Repolonizacja Polski, Wydawnictwo Biały Kruk, 2016, ISBN 978-83-7553-216-6.
- Świat Chrystusa (Die Welt zur Zeit Christi), Wydawnictwo Biały Kruk, 2016, ISBN 978-83-7553-218-0.
- Historia Polski 1914–2015 (Geschichte Polens 1914–2015), Wydawnictwo Naukowe PWN, 2017, ISBN 978-83-01-19258-7.
- Mistrzowska gra Józefa Piłsudskiego (Das Meisterspiel von Józef Piłsudski), Wydawnictwo Biały Kruk, 2018, ISBN 978-83-7553-240-1.
- Roztrzaskane Lustro – Upadek cywilizacji zachodniej (Der zerschlagene Spiegel – Der Untergang der westlichen Zivilisation), Wydawnictwo Biały Kruk, 2019, ISBN 978-83-7553-260-9.